# Neivamyrmex curvinotus
Neivamyrmex curvinotus es una especie de hormiga guerrera del género Neivamyrmex, subfamilia Dorylinae. Esta especie fue descrita científicamente por Watkins en 1994.